# ستاره‌هایی در فیلم‌های کوتاه
ستاره‌هایی در فیلم‌های کوتاه (انگلیسی: Stars in Shorts) مجموعه‌ای از ۷ فیلم کوتاه است که ستارگان متعدد سینما در آن بازی کرده‌اند.

## بازیگران
- جودی دنچ
- تام هیدلستون
- فیلیپ جکسون
- کالین فرث
- کیرا نایتلی
- تام میسون
- لی‌لی تاملین
- جسی فرگوسن
- لوسی پانچ
- کنت برانا
- جنیفر موریسون
- تیلور کینی
- وینتر آوه زولی
- سارا پلسون
- وس بنتلی
- جولیا استایلز
- مارین ایرلند
- جیسن الکساندر
- والری پتیفورد
- کتی ناجیمی
- سالی کرکلند
- جیلیان آرمینانت
- ایمی پاسکال
- جو روث
- ایمی هکرلینگ